# Desastre aéreo de Königs Wusterhausen de 1972
El desastre aéreo de Königs Wusterhausen de 1972 ocurrió el 14 de agosto cuando un Ilyushin Il-62 de Interflug se estrelló poco después del despegue del aeropuerto de Berlín-Schönefeld en Schönefeld, República Democrática Alemana, en un vuelo chárter de vacaciones a Burgas, Bulgaria. El accidente fue causado por un incendio en la bodega de carga de popa. Los 148 pasajeros y los 8 tripulantes murieron. 
Actualmente sigue siendo el peor accidente de aviación en Alemania.

## Aeronave y tripulación
El avión era un modelo Ilyushin Il-62 de construcción soviética, registerado DM-MAR, impulsado por cuatro motores Kuznetsov NK-8. Voló por primera vez en abril de 1970, y hasta el accidente había realizado 3.520 horas de vuelo.
La tripulación de vuelo estaba formada por el capitán de 51 años Heinz Pfaff, el primer oficial de 35 años Lothar Walther, el ingeniero de vuelo de 32 años Ingolf Stein y el navegante Achim Flilenius de 38 años. Los miembros de la tripulación de vuelo tenían 8.100, 6.041, 2.258 y 8.570 horas de experiencia, respectivamente.

## Accidente
El vuelo de Interflug salió del aeropuerto de Berlín-Schönefeld a las 16:30 hora local. Al tratarse de las vacaciones de verano, el número de pasajeros, principalmente turistas que pretendían  pasar sus vacaciones en la costa búlgara del Mar Negro, casi alcanzó la capacidad total del avión. El despegue fue normal y la aeronave se dirigió con rumbo sureste hacia Checoslovaquia, ahora República Checa.
Tras trece minutos de vuelo, a las 16:43, 8.900 metros (29.200 pies) sobre la ciudad de Cottbus, Alemania del Este, la tripulación informó de problemas con el ascenso. La  aeronave había abandonado su ruta designada en unos 10 grados. El vuelo solicitó el regreso a Schönefeld, pero la tripulación no creyó que la situación fuera lo suficientemente crítica como para un aterrizaje inmediato en el aeropuerto más cercano. A las 16:51 la tripulación expulsó parte  del combustible para disminuir el peso de aterrizaje. Mientras tanto, los auxiliares de vuelo informaron que había humo en la parte trasera de la cabina. Con el aeropuerto de Berlín-Schönefeld ya a la vista y a pocos kilómetros al sur de él, el vuelo emitió una llamada de mayday a las 16:59:25 indicando que tenían  problemas para controlar la altitud de la aeronave. En este momento, la tripulación de vuelo probablemente no sabía que el fuego había consumido partes de la parte trasera de la aeronave. Unos segundos más tarde parte de  la cola, debilitada por el fuego, se separó de la aeronave, lo que provocó que el avión entrara en un descenso incontrolado. Debido a las fuerzas alcanzadas en la caída , el resto del avión finalmente se rompió en el aire y los escombros aterrizaron en la ciudad de Königs Wusterhausen, Alemania Oriental.

## Investigación
Los últimos mensajes del piloto sugirieron que un incendio en la parte trasera de la aeronave fue el responsable del accidente. Esta parte no era accesible desde la cabina y no tenía detectores de humo, por lo que la tripulación no pudo darse cuenta de inmediato de la gravedad de la situación. El incendio fue causado por una fuga en un tubo de aire caliente a través del cual salió aire con una temperatura de unos 300 °C (572 °F) y dañó el material aislante de los cables eléctricos y el sistema de control de vuelo de la aeronave. Tras el despegue, un cortocircuito provocó chispas con una temperatura de unos 2.000 °C (3.630 °F) y un incendio en el compartimento de carga N.º 4. Este fuego luego creció hasta que el humo alcanzó la cabina de pasajeros y la estructura del fuselaje se debilitó. Finalmente, la sección de cola falló en vuelo.

## Monumento

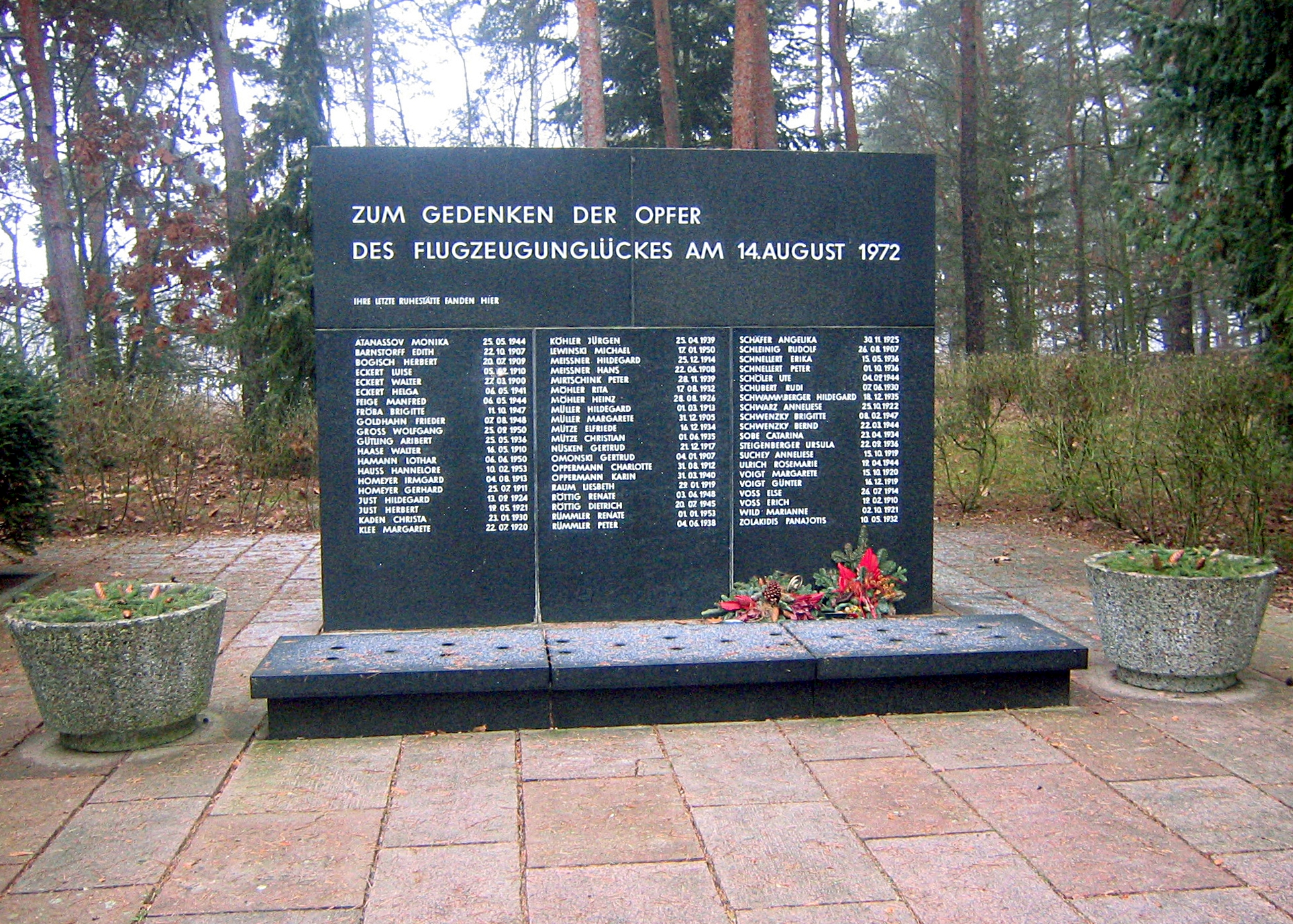
Memorial en el cementerio de Wildau.

En el cementerio de Wildau, cerca de Königs Wusterhausen, un monumento conmemora a las víctimas cuyos nombres están escritos en una piedra negra.